# Mariela Fincheira
Mariela Andrea Fincheira Massardo (Temuco, 4 de septiembre de 1983) es una médico veterinaria y política chilena, independiente, exmilitante del Partido Republicano. En 2023 fue consejera constitucional.

## Biografía

### Primeros años y estudios
Nació en Temuco, capital de la Región de La Araucanía, el 4 de septiembre de 1983. Criada en el seno de una familia católica, sus padres son Fernando Fincheira Echeverría, de ascendencia gallego-vasca, y su madre, Mariela Massardo Godoy con doble nacionalidad chileno-italiana. Ingresó al Colegio Santa Cruz de su ciudad natal, perteneciente a la Congregación de las Hermanas de la Caridad de la Santa Cruz. Luego entró a la Universidad Santo Tomás para cursar sus estudios superiores en Medicina Veterinaria, titulándose en 2013. 
Vida personal
Es madre de 4 hijos y en febrero de 2024 se separa de su marido, el exmiembro del Partido Republicano Patrick Casanova.
Carrera profesional
Realizó su práctica profesional en el Seremi de Salud de La Araucanía. Una vez egresada de veterinaria, fue contratada por el Frigorífico Temuco S.A., donde se desempeñó en distintos cargos, entre los que se cuentan Encargada de Bienestar Animal y Trazabilidad, Jefa de Corrales e Inspectora de las Buenas Prácticas de Manufactura de Faena.
Entre 2016 y 2022 tuvo distintos cargos como funcionaria: encargada de gestión PABCO y bienestar animal; profesional de apoyo en proyectos A.I.I.A de la Gobernación Provincial de Cautín; profesional de apoyo en el Programa de Desarrollo territorial Indígena (PDTI) del Instituto de Desarrollo Agropecuario en Temuco y Padre Las Casas.Durante el 2023 se desempeña como Consejera Constitucional. El año 2024 se muda a Zapallar, Región de Valparaíso, donde se desempeña como Médico Veterinario y Encargada del Espacio Mujer en la Ilustre Municipalidad de Zapallar. 

### Carrera política
En su primera incursión en la política, postuló a las elecciones de consejeros regionales de Chile de 2021 por la Circunscripción Cautín II, no resultando electa. Se desempeñó como Encargada Regional del Partido Republicano en dicha región. Posteriormente se volvió a postular como candidata, esta vez en las elecciones del Consejo Constitucional de Chile de 2023 por la 11.ª Circunscripción, Región de la Araucanía, resultando electa con 35 872 votos válidamente emitidos, convirtiéndose en la mujer con la más alta votación por dicha circunscripción para esa elección y en la historia de la Región de La Araucanía (por número de votos). Pese a haber obtenido dicho resultado, los votos no eran suficientes para poder ser electa como consejera constitucional; no obstante, ingresó por paridad de género al intercambiar con su compañero de lista, el candidato Mario García, quien había obtenido un 2% más de las preferencias (8,72%).
Dentro del Consejo Constitucional, integró la Comisión de Principios, Derechos Civiles y Políticos.

## Historial electoral

### Elecciones de consejeros constituyentes de 2023
- Elecciones de consejeros constitucionales de 2023, para la Circunscripción 11 (Región de La Araucanía )[9]

| Candidato                  | Pacto               | Partido | Votos  | %     | Resultado |
| -------------------------- | ------------------- | ------- | ------ | ----- | --------- |
| Héctor Urban Astete        | Partido Republicano | PRCh    | 74 260 | 13,92 | Consejero |
| Arturo Phillips Dorr       | Chile Seguro        | IND-UDI | 66 191 | 12,41 | Consejero |
| Germán Becker Alvear       | Chile Seguro        | RN      | 50 943 | 9,55  | Consejero |
| Mario García Westermeyer   | Partido Republicano | UDI     | 46 519 | 8,72  |           |
| Jorge Sepúlveda Rosales    | Independiente       | IND     | 38 192 | 7,16  |           |
| Mariela Fincheira Massardo | Partido Republicano | PRCh    | 35 806 | 6,71  | Consejera |
| Solange Carmine Rojas      | Chile Seguro        | ILE     | 20 773 | 3,89  |           |
| Kinturay Melín Rapiman     | Unidad para Chile   | RD      | 19 039 | 3,57  | Consejera |
| Christian Dulansky Araya   | Unidad para Chile   | CS      | 18 149 | 3,40  |           |
| Raúl Allard Soto           | Unidad para Chile   | PS      | 17 858 | 3,35  |           |
| Andrea Quijón Godoy        | Unidad para Chile   | ILD     | 16 908 | 3,17  |           |